# شلیسلبورگ ۸۹۸۲

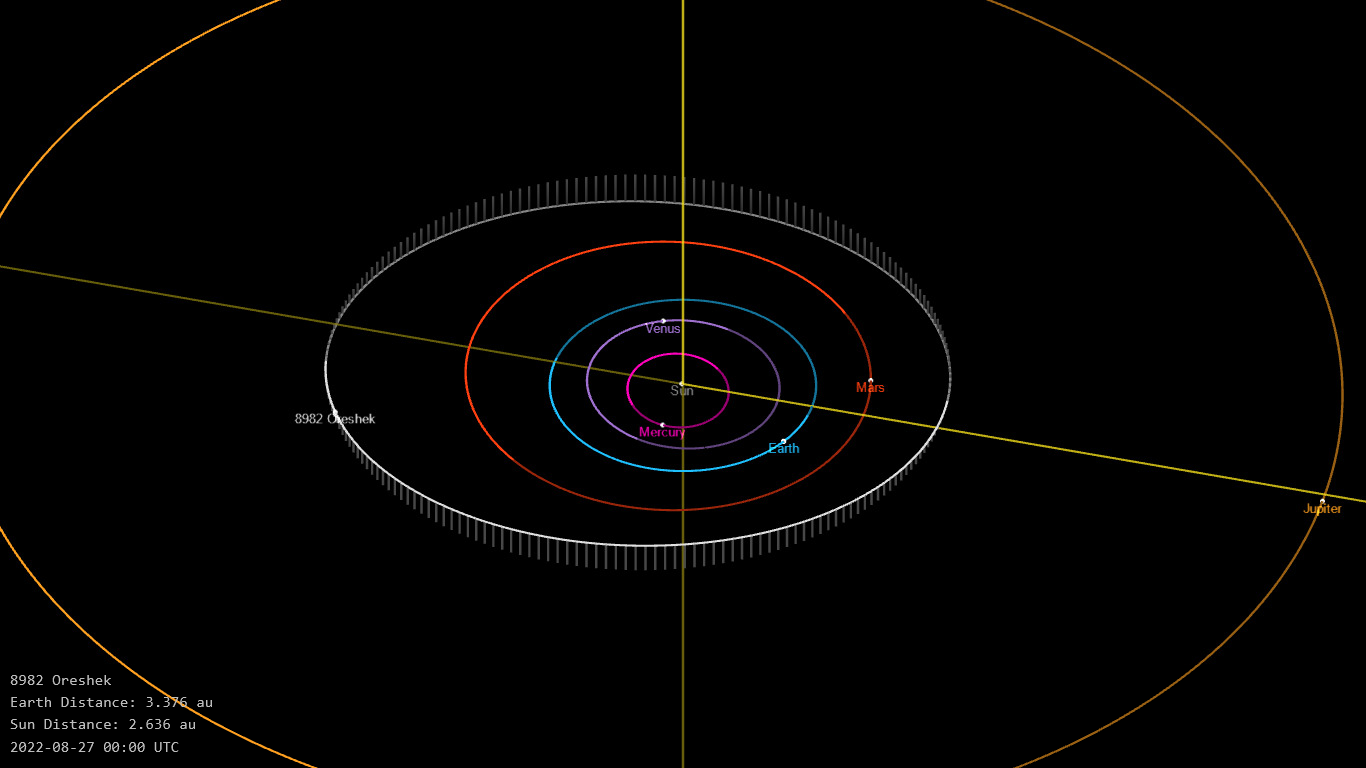
مدار سیارک ۸۹۸۲ اُریشِک، نامگذاری شده در سال ۲۰۰۰ به افتخار قلعه اُریشِک (Oreshek)

سیارک ۸۹۸۲ (به انگلیسی: 8982 Oreshek، نامگذاری:1973SQ3) هشت هزار و نهصد و هشتاد و دومین سیارک کشف شده‌است که در ۲۵ سپتامبر ۱۹۷۳ کشف شد.
قدر مطلق سیارک برابر ۱۳٫۴۰ است.